# Kerick Col
Der Kerick Col ist ein rund 150 m hoher Pass im westlichen Teil der westantarktischen James-Ross-Insel. Er verläuft in nord-südlicher Richtung zwischen der Gin Cove und der Rum Cove. Östlich wird er durch die Crisscross Crags flankiert.
Das UK Antarctic Place-Names Committee benannte den Pass 1983 nach dem Robbenjäger Kerick Booterin in Rudyard Kiplings Geschichte Die weiße Robbe aus Das Dschungelbuch aus dem Jahr 1894.